# Чемпионат России по плаванию 2004
Чемпионат России по плаванию 2004 года прошёл с 19 по 23 мая в СК «Олимпийский», Москва.
Турнир проходил вскоре после чемпионата Европы и являлся отборочным для участия в Олимпийских играх в Афинах.

## Призёры

### Мужчины

#### 50 м вольным стилем
Александр Попов (Москва-1) — 22,26

 Андрей Капралов (Санкт-Петербург) — 22,51

 Денис Пиманков (ХМАО — Омская область) — 22,86

#### 100 м вольным стилем
Андрей Капралов (Санкт-Петербург-1) — 49,10

 Александр Попов (Москва-1) — 49,25

 Денис Пиманков (ХМАО — Омская область) — 49,3

#### 200 м вольным стилем
Андрей Капралов (Санкт-Петербург-1) — 1.48,51

 Юрий Прилуков (Свердловская область — Камчатская область) — 1.48,92

 Максим Кузнецов (Калужская область) — 1.49,29

#### 400 м вольным стилем
Юрий Прилуков (Свердловская область — Камчатская область) — 3.49,13

 Алексей Филипец (Ростовская область) — 3.53,86

 Алексей Ковригин (Красноярский край) — 3.54,68

#### 800 м вольным стилем
Даниил Серебренников (Волгоградская область) — 8.08,85

 Валентин Уманец (Волгоградская область) — 8.11,92

 Евгений Дратцев (Ярославская область) — 8.13,26

#### 1500 м вольным стилем
Юрий Прилуков (Свердловская область — Камчатская область) — 14.59,87

 Алексей Филипец (Ростовская область) — 15.08,71

 Алексей Ковригин (Красноярский край) — 15.20,64

#### 50 м на спине
Сергей Маков (Алтайский край) — 25,93

 Дмитрий Смирнов (Санкт-Петербург) — 26,41

 Сергей Остапчук (Приморсский край) — 26,76

#### 100 м на спине
Аркадий Вятчанин (Ростовская область — Коми) — 55,20

 Евгений Алешин (Нижегородская область) — 55,78

 Дмитрий Смирнов (Санкт-Петербург) — 56,33

#### 200 м на спине
Аркадий Вятчанин (Ростовская область — Коми) — 1.59,53

 Евгений Алешин (Нижегородская область) — 2.01,13

 Александр Тарабрин (Волгоградская область) — 2.02,32

#### 50 м брассом
Денис Гришин (ХМАО — Санкт-Петербург) — 28,93

 Дмитрий Коморников (Москва-1) — 28,94

 Роман Ивановский (Самарская область) — 29,36

#### 100 м брассом
Дмитрий Коморников (Москва-1) — 1.01,68

 Роман Слуднов (Омская область) — 1.01,78

 Роман Ивановский (Самарская область) — 1.02,23

#### 200 м брассом
Дмитрий Коморников (Москва-1) — 2.12,17

 Григорий Фалько (Санкт-Петербург) — 2.12,44

 Андрей Иванов (Санкт-Петербург) — 2.14,22

#### 50 м баттерфляем
Евгений Коротышкин (Москва) — 23,60 РР

 Павел Королев (Санкт-Петербург) — 24,50

 Алексей Манжула (Санкт-Петербург) — 24,68

#### 100 м баттерфляем
Игорь Марченко (Санкт-Петербург — Ростовская область) — 52,51

 Евгений Коротышкин (Москва-1) — 52,59

 Николай Скворцов (Калужская область) — 52,61

#### 200 м баттерфляем
Анатолий Поляков (Ростовская область — Коми) — 1.57,34

 Николай Скворцов (Калужская область) — 1.57,59

 Игорь Березуцкий (Волгоградская область) — 2.01,33

#### 200 м, комплексное плавание
Алексей Зацепин (Татарстан) — 2.02,15 РР

 Игорь Березуцкий (Волгоградская область) — 2.02,67

 Павел Степанов (Санкт-Петербург) — 2.05,56

#### 400 м, комплексное плавание
Игорь Березуцкий (Волгоградская область) — 4.18,13

 Алексей Ковригин (Краснодарский край) — 4.21,50

 Андрей Крылов (Москва-1) — 4.25.32

### Эстафета 4 × 100 м, вольный стиль
Санкт-Петербург-1 (Андрей Капралов, Алексей Манжула, Леонид Хохлов, Евгений Лагунов) — 3.22,07

 Москва-1 (Антон Степанов, Павел Балашов, Юрий Уфимцев, Дмитрий Семёнов) — 3.24,71

 Омская область (Владислав Аминов, Игорь Ивакин, Иван Усов, Дмитрий Чернышов) — 3.25,56

### Эстафета 4 × 200 м, вольный стиль
Москва-1 — юноши (Алексей Лапин, Борис Тиматков, Григорий Степанов, Дмитрий Семёнов) — 7.29,02

 Уральский ФО (Степан Ганзей, Юрий Прилуков, Николай Боцман, Алексей Захаров) — 7.31,54

 Волгоградская область (Денис Родкин, Игорь Березуцкий, Виталий Романович, Данил Серебрянников) — 7.32,95

### Комбинированная эстафета 4 × 100 м
Санкт-Петербург-1 (Дмитрий Смирнов, Григорий Фалько, Игорь Марченко, Андрей Капралов) — 3.44,55

 Уральский ФО (Сергей Егошин, Денис Гришин, Эдуард Ахмадеев, Денис Пиманков) — 3.46,46

 Москва-1 (Дмитрий Семёнов, Александр Овчинников, Евгений Коротышкин, Антон Степанов) — 3.47,30

### Женщины

#### 50 м вольным стилем
Марина Чепуркова (Москва-1) — 25,84

 Любовь Юдина (Волгоградская область) — 25,92

 Светлана Федулова (Санкт-Петербург) — 25,99

#### 100 м вольным стилем
Марина Чепуркова (Москва-1) — 56,35

 Любовь Юдина (Волгоградская область) — 57,22

 Наталья Троицкая (Челябинская область) — 57,26

#### 200 м вольным стилем
Дарья Паршина (Волгоградская область — Пензенская область) — 2.01,07

 Ольга Павлова (Волгоградская область — Оренбургская область) — 2.01,64

 Наталья Троицкая (Челябинская область) — 2.02,04

#### 400 м вольным стилем
Дарья Паршина (Волгоградская область — Пензенская область) — 4.14,41

 Наталья Троицкая (Челябинская область) — 4.15,54

 Полина Шорникова (Волгоградская область — Кировская область) — 4.17,49

#### 800 м вольным стилем
Дарья Паршина (Волгоградская область — Пензенская область) — 8.44,68

 Мария Булахова (Волгоградская область) — 8.49,85

 Анастасия Иваненко (Республика Коми) — 8.51,02

#### 1500 м вольным стилем
Мария Булахова (Волгоградская область) — 16.52,53

 Ксения Попова (Липецкая область) — 16.56,54

 Анастасия Иваненко (Республика Коми) — 16.56,59

#### 50 м на спине
Наталья Обвинцева (Челябинская область) — 29,84

 Ирина Раевская (Пензенская область) — 30,06

 Дарья Белякина (Рязанская область) — 30,17

#### 100 м на спине
Ирина Раевская (Пензенская область) — 1.03,61

 Наталья Сутягина (Пензенская область — Ростовская область) — 1.04,19

 Олеся Быстрова (Волгоградская область) — 1.04,20

#### 200 м на спине
Ирина Раевская (Пензенская область) — 2.16,74

 Олеся Быстрова (Волгоградская область) — 2.17,59

 Екатерина Лопарева (Ростовская область — Тюменская область) — 2.19,63

#### 50 м брассом
Елена Богомазова (Санкт-Петербург-1) — 31,82

 Агата Волощук (Омская область) — 32,88

 Диана Морозова (Москва-2) — 33,01

#### 100 м брассом
Елена Богомазова (Санкт-Петербург-1) — 1.08,94

 Екатерина Кормачева (Москва-1) — 1.10,24

 Агата Волощук (Омская область — Читинская область) — 1.11,40

#### 200 м брассом
Елена Богомазова (Санкт-Петербург-1) — 2.29,09

 Ксения Верещагина (Волгоградская область — Кировская область) — 2.30,20

 Ольга Бакалдина (Волгоградская область) — 2.30,55

#### 50 м баттерфляем
Василиса Владыкина (Омская область) — 27,53

 Ирина Беспалова (Санкт-Петербург-1 — Архангельская область) — 27,62

 Анастасия Алтынова (Башкортостан) — 27,98

#### 100 м баттерфляем
Наталья Сутягина (Пензенская область — Ростовская область) — 59,43

 Ирина Беспалова (Санкт-Петербург-1 — Архангельская область) — 1.00,04

 Екатерина Виноградова (Москва-1) — 1.00,82

#### 200 м баттерфляем
Екатерина Виноградова (Москва-1) — 2.12,17

 Мария Булахова (Волгоградская область) — 2.14,07

 Татьяна Минаева (Москва-1) — 2.17,31

#### 200 м, комплексное плавание
Оксана Веревка (ХМАО) — 2.15,53

 Светлана Карпеева (ХМАО — Омская область) — 2.17,63

 Дарья Белякина (Рязанская область) — 2.18,81

#### 400 м, комплексное плавание
Яна Мартынова (Татарстан) — 4.49,10

 Оксана Веревка (ХМАО) — 4.50,51

 Мария Родыгина (Кировская область) — 4.52,48

### Эстафета 4 × 100 м, вольный стиль
Уральский ФО (Наталья Шалагина, Наталья Обвинцева, Алина Холтобина, Наталья Троицкая — 3.50,87

 Волгоградская область (Любовь Юдина, Дарья Чуева, Екатерина Береснева, Мария Майрович — 3.50,89

 Приволжский ФО (Наталья Савкина, Яна Мартынова, Анна Гузовская, Кира Володина) — 3.53,06

### Эстафета 4 × 200 м, вольный стиль
Волгоградская область (Екатерина Береснева, Ольга Павлова, Регина Сыч, Дарья Паршина — 8.14,52

 Приволжский ФО (Виктория Малютина, Яна Мартынова, Наталья Савкина, Кира Володина) — 8.19,14

 Уральский ФО (Наталья Троицкая, Александра Куликова, Юлия Беляева, Наталья Шалагина) — 8.30,40

### Комбинированная эстафета 4 × 100 м
Москва-1 (Мария Никитина, Екатерина Кормачева, Екатерина Виноградова, Мария Чепуркова) — 4.13,48

 Волгоградская область — девушки (Олеся Быстрова, Наталия Ловцова, Мария Булахова, Дарья Паршина) — 4.15,14

 Санкт-Петербург-1 (Вера Пентер, Елена Богомазова, Ирина Беспалова, Светлана Федулова) — 4.15,36